# Hjo mejeri

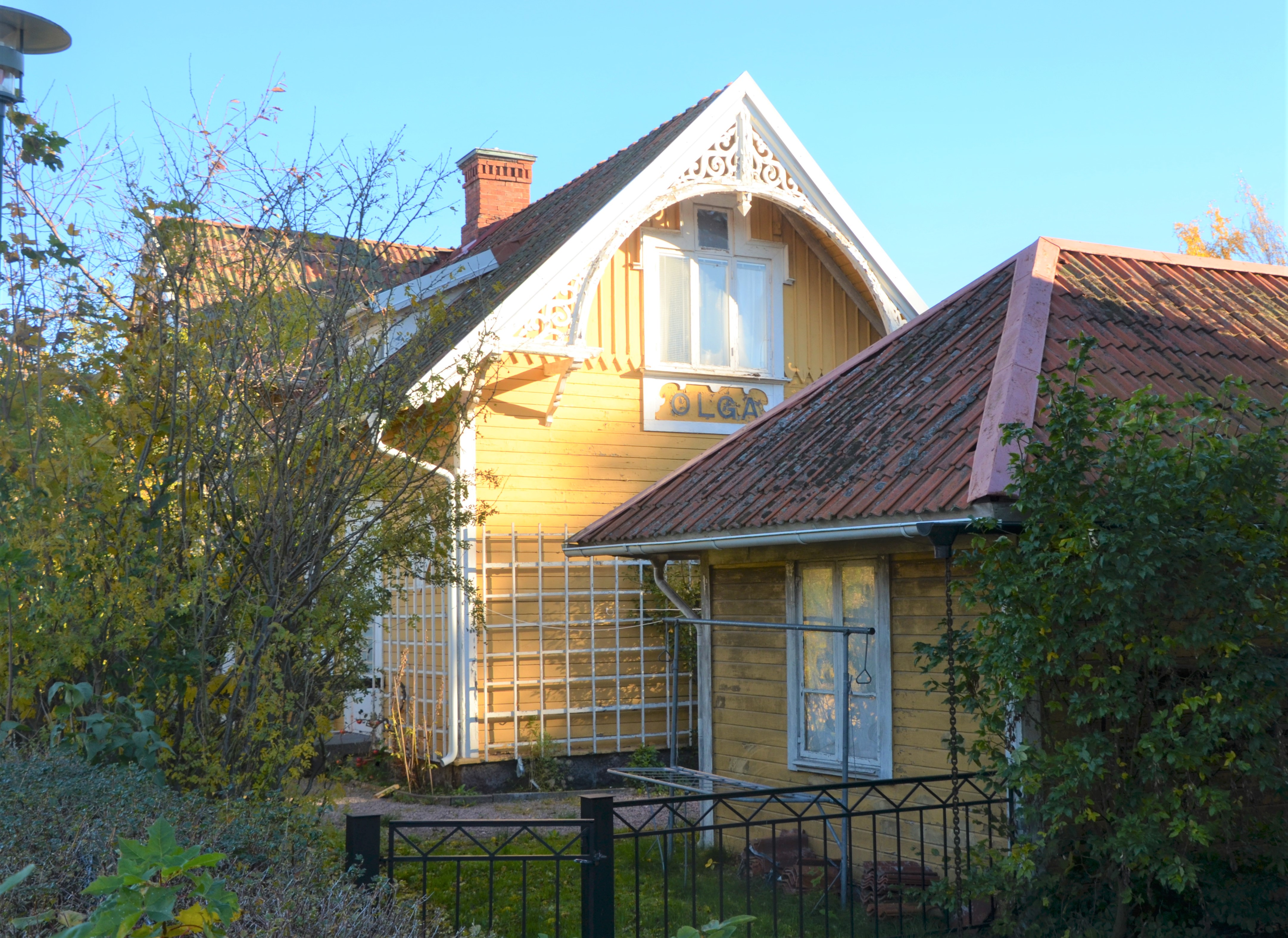
Villa Olga

Hjo mejeri var ett mejeri i Hjo. Det grundades omkring 1880 av Nils Posse på godset Vreten som Aktiebolaget Wretens Mejeriers avdelning i Hjo. Det låg på Bangatan 13 i Nya staden i Hjo. Nils Posse hade grundat sitt mejeriföretag i Vreten 1976 och byggde därefter filialmejerier, förutom i Hjo, i Skövde, Axvall, Skara, Lidköping och Ekedalen.
Stadskassören Fritz Bergström övertog driften av Hjo mejeri 1896. Hjos andelsförening bildades 1902 och köpte mejeriet i Hjo. Det anslöts till Riksost 1914. Mejeriet gick upp i Mejericentralen omkring 1960, men dess osttillverkning fortsatte till 1967. Byggnaden vid Bangatan revs 1982 och ersattes av byggnadskomplexet Rödingen 1982–1986 med bostäder, servicehus och butiker.
På andra sidan Bangatan ligger Villa Olga, som kan ha byggts 1883 och troligen var bostad för mejeristen. Från 1930 tillhörde Villa Olga den lokala optikern och urmakaren Knut Cedermark, som höll finmekanisk verkstad i samma lokaler som dagens optiker i Hjo. Butiken släpptes från släktens ägor 1973, och Villa Olga såldes av 2015.